# Joseph E. McDonald
Joseph E. McDonald (Butler megye, 1819. augusztus 29. – Indianapolis, 1891. június 21.) amerikai politikus, aki 1875 és 1881 között Indiana állam szenátora. Emellett Indiana 2. főügyészi posztját is betöltötte. Szenátusi mandátuma idején a közterületekkel foglalkozó bizottság elnökeként funkcionált. Az 1884-es chicagói demokrata nemzeti gyűlésen pártja elnökjelöltségére pályázott, de Grover Cleveland, New York kormányzója legyőzte.